# Bromthymolblau
Bromthymolblau ist ein Triphenylmethanfarbstoff und gehört zur Gruppe der Sulfonphthaleine. Es ist durch Bromierung von Thymolblau zugänglich. Das Natriumsalz ist ein pH-Indikator.

## Eigenschaften

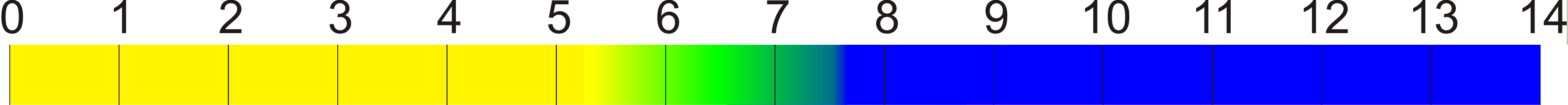
pH-Farbskala von Bromthymolblau

Bromthymolblau schlägt bei einem pH-Wert von 5,8–7,6 von gelb auf blau um. Neutrale Lösungen (pH = 7,0) sind grün gefärbt. Sein pKs-Wert beträgt 7,1. Der Farbumschlag beruht auf einer Änderung der chemischen Struktur. In saurem Medium liegt das Molekül in der schwach gelb gefärbten Sultonstruktur vor. Eine Ringöffnung unter Bildung der intensiv blau gefärbten, chinoiden Triphenylmethanstruktur erfolgt im basischen Medium. Es ist als stark wassergefährdend eingestuft (Wassergefährdungsklasse 3).

## Verwendung

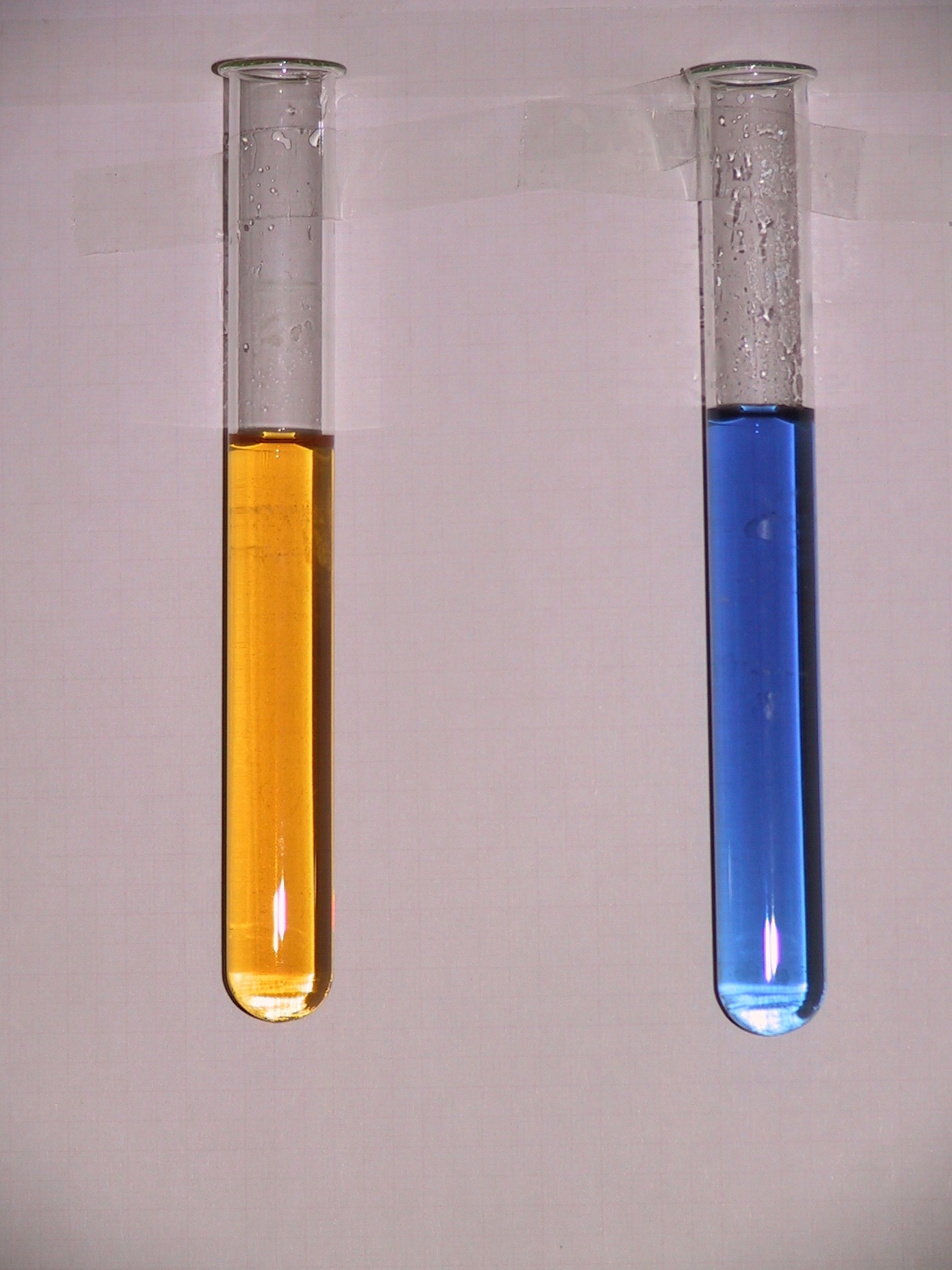
Bromthymolblaulösung: sauer (gelb) und basisch/alkalisch (blau)

Bromthymolblau wird als Indikator bei der Säure-Base-Titration und zur Bestimmung des Neutralpunktes (pH = 7,0) bei der Titration eingesetzt, da bei 7,0 ein Farbumschlag auf grün stattfindet. Das wird beispielsweise als Indikator für den CO2-Gehalt eines Aquariums verwendet. Über den typischen Farbumschlag kann der gewünschte Wert der CO2-Zufuhr eingestellt werden. 
Weiterhin wird Bromthymolblau als Farbstoff in bakteriologischen Nährböden wie bspw. dem C.L.E.D.-Agar und als Sensibilisator in der Elektrophotographie verwendet.
In der Geburtshilfe wird Bromthymolblau zur Diagnose des Blasensprungs eingesetzt.